# Pepeçura
Pepeçura (pronunciació: pepetxura) és una espècie de pudding (muhallebi) a la cuina turca, especialment de la Regió de la Mar Negra oriental (Províncies de Rize i Trebisonda), feta de most de raïm barrejat amb farina i/o midó de blat es bull fins que espesseixi. També pot incloure ametlles, nous i altres fruits secs.
El most de raïm és el suc de raïm premsades abans de la fermentació, i es fa servir sovint com un edulcorant en les receptes tradicionals de pa, així com en la preparació de postres i dolços. Aquest pastís de most de raïm és un dels favorits, especialment popular a la temporada de collita del raïm quan el most està fresc.